# Aurora Borealis
Cet article concerne le tableau de Frederic Edwin Church. Pour le phénomène lumineux, voir Aurore polaire.
Aurora Borealis est une peinture réalisée par Frederic Edwin Church en 1865, dont le sujet est une aurore polaire lors de l'expédition d'Isaac Israel Hayes dans l'Arctique.
La structure du tableau est proche de l'œuvre Saison des pluies aux tropiques réalisée l'année suivante.

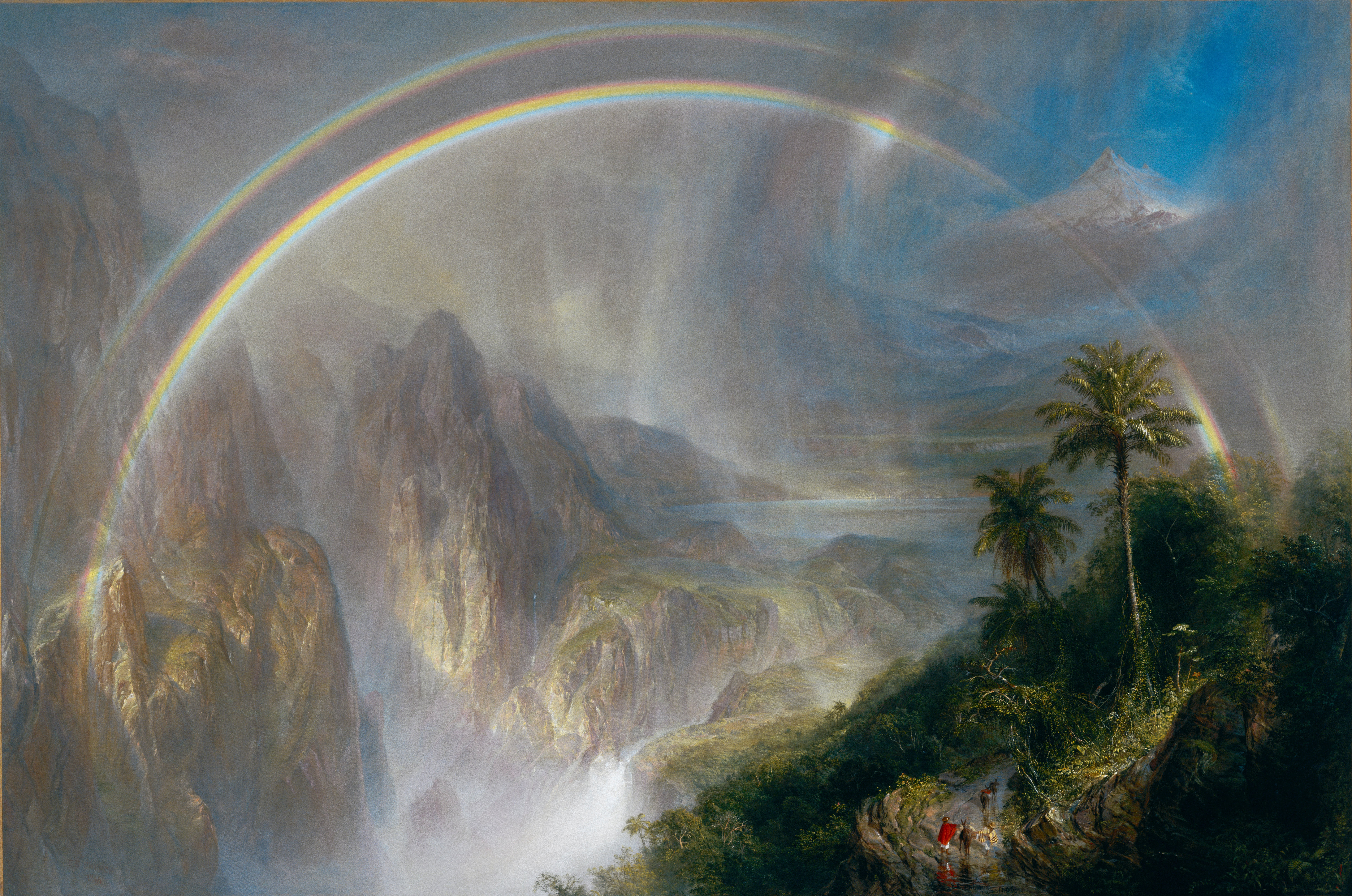
Saison des pluies aux tropiques, 1866.